# Koper (Cikande)
Koper is een bestuurslaag in het regentschap Serang van de provincie Banten, Indonesië. Koper telt 6025 inwoners (volkstelling 2010).